# Combray
Combray [kɔ̃bʁɛ] ist eine französische Gemeinde mit 143 Einwohnern (Stand: 1. Januar 2022) im Département Calvados in der Region Normandie. Sie gehört zum Arrondissement Caen und zum Kanton Le Hom.

## Geografie
Combray liegt rund 20 km nordwestlich von Falaise und 28 km südsüdwestlich von Caen. Umgeben wird die Gemeinde von Esson im Nordwesten und Norden, Donnay in sowohl nordöstlicher, östlicher wie auch südöstlicher Richtung, Saint-Omer im Süden und Südwesten sowie Caumont-sur-Orne im Westen.

## Bevölkerungsentwicklung
| Jahr                             | 1793 | 1836 | 1876 | 1926 | 1946 | 1968 | 1990 | 2016 |
| Einwohner                        | 438  | 377  | 286  | 156  | 166  | 123  | 98   | 150  |
| Quelle: Cassini, EHESS und INSEE |      |      |      |      |      |      |      |      |

## Sehenswürdigkeiten

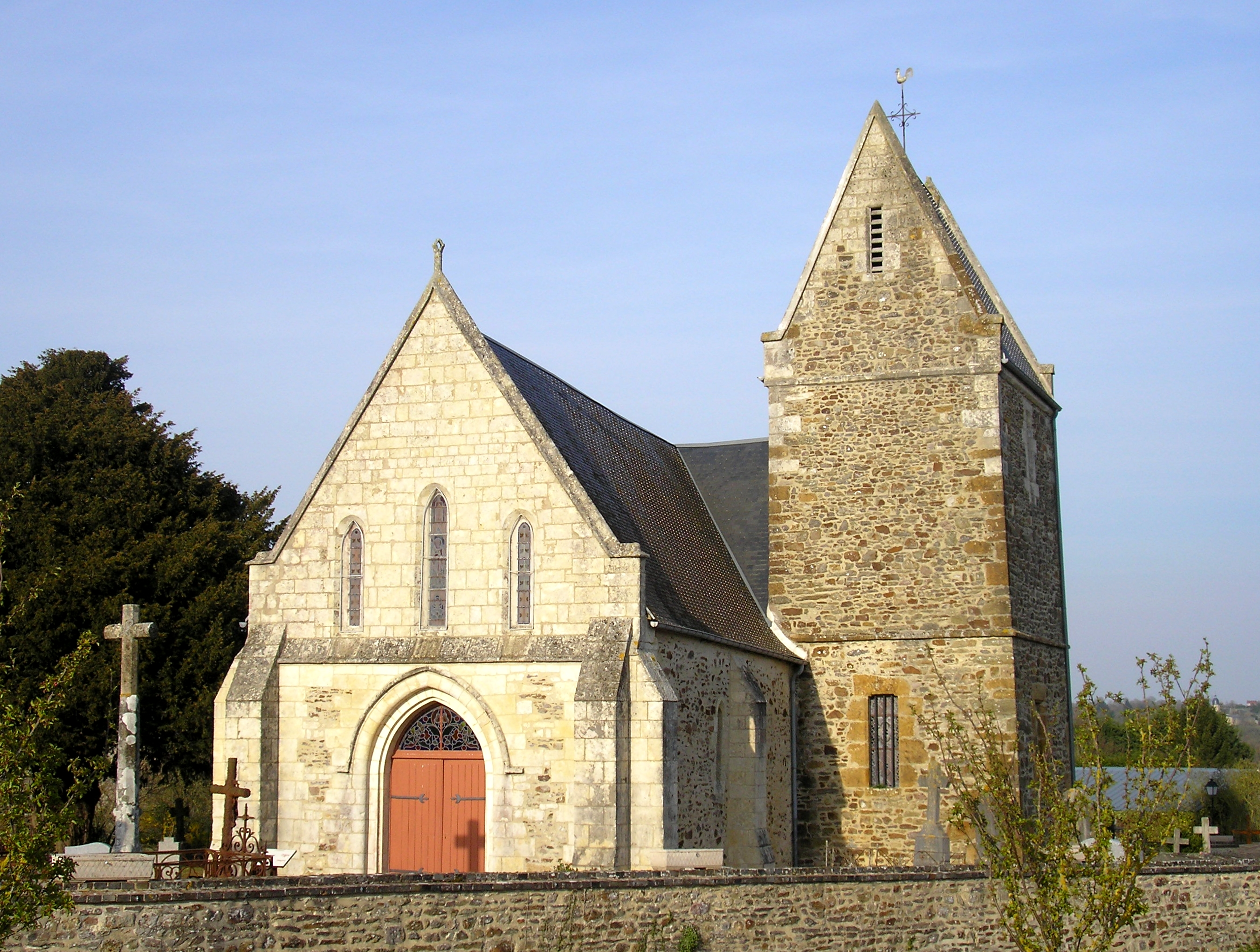
Kirche Saint-Martin

- Kirche Saint-Martin aus dem 11. Jahrhundert, mehrfach umgebaut
- Überreste einer Motte, auf deren Erdhügel im 15. Jahrhundert ein Schloss errichtet wurde

## Trivia
Combray war indirekt namengebend für den zweiten Namensbestandteil von Illiers-Combray. Der Schriftsteller Marcel Proust hatte in seinem autobiografischen Roman Auf der Suche nach der verlorenen Zeit das Haus seiner Tante Léonie in Illiers als Combray bezeichnet. Ihm zu Ehren erhielt Illiers 1971 seinen heutigen Doppelnamen.

## Söhne und Töchter der Stadt
- Charles Brunet (1895–1949), Autorennfahrer